# Šebastovce
Šebastovce (em húngaro: Zsebes) é um bairro de Košice, a segunda maior cidade da Eslováquia. Está situado no distrito de Košice IV, na região de Košice. Tem 5,1 km² de área e sua população em 2018 foi estimada em 745 habitantes.